# Óscar Carmona
António Óscar de Fragoso Carmona (født 24. november 1869 i Lisboa, død 18. april 1951 samme sted) var den 11. præsident i Portugal mellem 1926 og 1951. Han var i tillæg forfatter og skrev flere bøger, hovedsagelig angående militæret og dets historie. 